# Monster Musume
Monster Musume (モンスター娘のいる日常?, Monsutā musume no iru nichijō, lett. "Vita quotidiana con ragazze mostro") è un manga scritto e disegnato da Okayado, serializzato sul Monthly Comic Ryū di Tokuma Shoten dal 19 marzo 2012. Un adattamento anime, coprodotto da Lerche e Seva, è stato trasmesso in Giappone tra il 7 luglio e il 22 settembre 2015. In italiano il manga è edito da J-Pop.

## Trama
Per anni il governo giapponese ha mantenuto segreta una grande verità: i mostri come lamie, arpie e centauri esistono per davvero. Tre anni prima dell'inizio della serie, il governo ha finalmente fatto questa rivelazione a tutta la popolazione, approvando inoltre una proposta di legge sugli "scambi culturali tra specie". Da quel momento in poi, le varie extraspecie sono diventate parte integrante della società umana, vivendo in case di famiglie di gente normale come studenti stranieri e visitatori, ma avendo anche loro alcuni compiti o restrizioni (come non fare del male agli esseri umani oppure andarsene in giro senza accompagnatori).
Pur non essendosi offerto volontario per il programma di scambi culturali, Kimihito Kurusu si ritrova ad ospitare in casa una ragazza lamia di nome Miia a causa di un errore. Non trovando il coraggio di mandarla via, Kimihito decide di farla vivere sotto il suo stesso tetto, ma col progredire della storia anche altre ragazze mostro si rifugiano in casa sua, tutte di specie diversa; alcune arrivate per caso, altre affidategli dalla coordinatrice di scambi culturali Smith (la stessa che gli aveva affidato Miia). Il povero ragazzo si ritroverà così ad affrontare la quotidianità in un ambiente frenetico, trattando i progressi e i drammi delle ragazze mostro che cercano di integrarsi nella società umana. Il punto di svolta arriverà quando la signora Smith, per via di alcuni cambiamenti di legge sugli scambi culturali tra specie, lo informerà che dovrà scegliere una delle sue nuove coinquiline e sposarla.

## Media

### Manga
Il manga, scritto e disegnato da Okayado, ha iniziato la serializzazione sulla rivista Monthly Comic Ryū di Tokuma Shoten il 19 marzo 2012. Il primo volume tankōbon è stato pubblicato il 13 settembre 2012 e al 13 marzo 2025 ne sono stati messi in vendita in tutto venti. In italiano la serie è edita da ottobre 2016 da J-Pop. La traduzione dei testi è curata da Matteo Cremaschi.
Una serie di taglio umoristico-hentai, sempre a cura di Okayado e intitolata Monmusu report: ajin chōsaki (モン娘レポート 亜人調査記?, Monmusu repōto ajin chōsaki), ha iniziato la pubblicazione il 24 settembre 2012. La storia segue il viaggio di un ricercatore di mostri di nome John Smith, intento a studiare i cicli di accoppiamento con le varie specie di ragazze mostro, tra cui una centaura, una lamia, un'arpia, una mandragora, una ragazza farfalla e una slime.

#### Volumi
| 1  | 13 settembre 2012 | ISBN 978-4-19-950306-1 | 26 ottobre 2016   | ISBN 978-88-6883-805-8 (ed. regolare) ISBN 978-88-6883-901-7 (ed. variant) |
| 1  | Capitoli - Capitoli 1-5 |                        |                   |                                                                            |
| 1  | Trama I mostri, o creature metà umano metà animale, sono da sempre esistiti e solo da tre anni il governo giapponese ha rivelato la loro esistenza, promuovendo una legge sugli scambi culturali tra umani ed extraspecie. Il protagonista del manga, l'umano Kimihito Kusuru, si ritroverà per errore coinvolto in uno di questi scambi, che gli affidano la lamia (donna-serpente) Miia. Col progredire del volume in seguito incontrerà e gli verranno affidate anche l'arpia (donna-uccello) Papi e la centaura (donna-cavallo) Cerea. Così Kimihito farà le sue prime esperienze quotidiane a fianco a creature sovrannaturali, spesso subendo incidenti o rimanendo spiazzato dal sex appeal di queste, ma anche occupandosene, comprendendole e proteggendole. La situazione subirà una svolta quando la signora Smith, la coordinatrice degli scambi, afferma che per alcuni cambiamenti della legge la convivenza diverrà un test in cui Kimihito deve scegliere con quale ragazza sposarsi. |                        |                   |                                                                            |
| 2  | 13 febbraio 2013 | ISBN 978-4-19-950324-5 | 14 dicembre 2016  | ISBN 978-88-6883-834-8                                                     |
| 2  | Capitoli - Capitoli 6-10 |                        |                   |                                                                            |
| 2  | Trama La notizia di un futuro matrimonio non va a genio a Kimihito; tuttavia, dopo aver appurato i profondi sentimenti delle tre ragazze (nonché a sfuggire ad una notte di luna piena che ha aumentato loro improvvisamente gli istinti lussuriosi), lascerà che diventino sue pretendenti. Intanto uno Slime (creatura gelatinosa) si è introdotto in casa, ma è un essere molto speciale: ha infatti la capacità di prendere le sembianze di una fanciulla. Qualche fastidio ed episodio più tardi capiranno che l'essere è innocua, ma è anche un mostro clandestino non legato e non cosciente delle leggi; su insistenza di Papi - che gli ha dato il nome di Suu -, è stata accolta nel gruppo e persino la signora Smith chiude un occhio alla cosa. Nell'ultimo capitolo del volume Smith ha un'altra novità, una nuova arrivata verrà affidata alle cure di Kimihito, Meroune la sirena (donna-pesce).                                                                                      |                        |                   |                                                                            |
| 3  | 13 luglio 2013 | ISBN 978-4-19-950347-4 | 22 febbraio 2017  | ISBN 978-88-6883-916-1                                                     |
| 3  | Capitoli - Capitoli 11-14 |                        |                   |                                                                            |
| 3  | Trama Miia si mostra gelosissima nei confronti della nuova arrivata, Mero, vedendo in ella una nuova rivale in amore per Kimihito. L'incomprensione iniziale verrà presto chiarita; nel frattempo si farà conoscenza della Squadra MON (Monster Ops: Neutralization), una nuova squadra anticrimine per extraspecie formata da ragazze extraspecie (una Zombie, umana non morta, una mutaforma, una Ciclope, umana con un occhio solo, e una orchessa, donna gigante con un corno frontale) e capitanata dalla signora Smith, alle prese con un caso che brillantemente risolveranno. Suu si avvicina molto a Kimihito assistendolo mentre è malato e rivelando qualcosa di sé; in seguito un regista avaro e senza scrupoli entra in casa per filmare Papi mentre deponeva uova infeconde, ma verrà sbattuto fuori. Ma nell'ombra un nuovo pericolo si cela. |                        |                   |                                                                            |
| 4  | 13 novembre 2013 | ISBN 978-4-19-950362-7 | 19 aprile 2017    | ISBN 978-88-6883-910-9                                                     |
| 4  | Capitoli - Capitoli 15-18 |                        |                   |                                                                            |
| 4  | Trama Il regista è stato arrestato dalla Squadra MON, ma si scoprirà che aveva una complice extraspecie: Rachnera Arachnera, una aracne (donna-ragno). Si incuriosisce di Kimihito e del suo comportamento gentile e tollerante con le extraspecie e lo rapirà. Trovandolo un interessante quanto spassoso passatempo, si lascerà costituire a patto di andare a vivere con lui come le altre coinquiline. Queste ultime hanno bisogno di tempo per abituarsene, in particolare Cerea, ma alla fine l'accetteranno. Altri episodi in questo volume, una visita ad un centro sportivo per extraspecie e Kimihito e la signora Smith hanno un appuntamento. |                        |                   |                                                                            |
| 5  | 13 marzo 2014 | ISBN 978-4-19-950386-3 | 14 giugno 2017    | ISBN 978-88-6883-918-5                                                     |
| 5  | Capitoli - Capitoli 19-22 |                        |                   |                                                                            |
| 5  | Trama Kimihito informa la signora di Smith di aver ricevuto una lettera di minaccia di morte se avesse osato sposare qualcuna. Per catturare il colpevole, la signora Smith organizza delle uscite con il caro "tesoro" e le sue accompagnatrici extraspecie. Così Kimihito finirà per passare il tempo con le ragazze e la squadra MON, relazionandosi a loro ulteriormente. A parte un paio di incontri con dei rabbiosi mostri, comunque non succede niente; in seguito si scoprirà essere un trucco della signora Smith per far smuovere Kimihito a decidere con chi dovesse sposarsi tra le ragazze. Ma rimane ancora un piccolo mistero, scoprire chi è l'autore di una seconda lettera di minaccia spedita nel frattempo. Forse il pericolo è ancora in agguato per il povero ragazzo. |                        |                   |                                                                            |
| 6  | 13 settembre 2014 | ISBN 978-4-19-950412-9 | 23 agosto 2017    | ISBN 978-88-6883-919-2                                                     |
| 6  | Capitoli - Capitoli 23-26 |                        |                   |                                                                            |
| 6  | Trama Kimihito scoprirà che il colpevole della seconda lettera è un corpo femminile senza testa. Ritrovando il pezzo mancante nel parco e ricongiungendola, la ragazza si presenta come una Dullahan, una Messaggera della Morte della mitologia Vichinga, ed è venuta per Kimihito per portarselo via perché a suo dire la sua ora è giunta. In mezzo alla confusione, le ragazze tenteranno di salvare il loro amato “tesoro” dalla falce mortale della nuova arrivata. In seguito la signora Smith svelerà loro che lei non è una Messaggera della Morte, ma semplicemente una Dullahan di nome Lala troppo legata al suo personaggio di fantasia. Comunque la faccenda finirà con un'altra bocca da sfamare in più per Kimihito. Frattanto, alla porta, il passato di Rachnee bussa, trovandola pronta ad andarsene di casa. |                        |                   |                                                                            |
| 7  | 13 marzo 2015 | ISBN 978-4-19-950441-9 | 18 ottobre 2017   | ISBN 978-88-3275-242-7                                                     |
| 7  | Capitoli - Capitoli 27-30 |                        |                   |                                                                            |
| 7  | Trama Mai un momento di calma in casa Kurusu. Dopo che Rachnee ha deciso di rimanere, Miia, Papi e Cerea annunciano che le loro madri hanno scritto loro che le faranno visita. Per prima la madre di Miia tenta di trascinare Kimihito al suo villaggio di lamia per farlo diventare un marito comune, poi la madre di Papi mette su una zuffa aerea solamente per recuperare una foto privata spedita per errore ed infine una giostra medievale tra Cerea e sua madre per decidere se quest'ultima possa restare a fianco del “padrone”. Questioni inutili, visto che le madri si ritengono soddisfatte della situazione delle figlie. E ancora Kimihito è tormentato dalla scelta di una sposa e si confida con Lala durante le sue esperienze pre-morte causate dagli incidenti con le ragazze. |                        |                   |                                                                            |
| 8  | 12 agosto 2015 | ISBN 978-4-19-950465-5 | 13 dicembre 2017  | ISBN 978-88-3275-263-2                                                     |
| 8  | Capitoli - Capitoli 31-34 |                        |                   |                                                                            |
| 8  | Trama Kimihito e le ragazze sono costretti a lasciare momentaneamente la casa per lavori strutturali, semi-crollata per colpa delle ragazze e delle loro buffonate. Così passeranno qualche tempo ad Onsen Town, una cittadina tradizionale giapponese dove incontreranno altre ragazze mostro e le aiuteranno nelle loro attività lavorative. Al ritorno scopriranno una grande verità: Mero è una principessa erede al trono di un regno sottomarino e due suoi sudditi l'hanno convocata per ordine della regina madre. |                        |                   |                                                                            |
| 9  | 13 febbraio 2016 | ISBN 978-4-19-950492-1 | 21 febbraio 2018  | ISBN 978-88-3275-319-6                                                     |
| 9  | Capitoli - Capitoli 35-38 |                        |                   |                                                                            |
| 9  | Trama Kimihito e le ragazze faranno visita all'hotel dove alloggiano la madre di Mero e i suoi sudditi marini, godendosi una vacanza turbolenta all'insegna dei problemi tra i rapporti del popolo umano con quello acquatico. Si scoprirà infine che a capo di questi problemi altri non è che la regina sirena, dalla vena tragica persino più incisiva della figlia, ma alla fine la situazione si risolve. Un momento particolare sulle questioni di vita e morte toccherà in seguito da vicino Lala, che però metterà nei guai l'intera Squadra MON. Agli arresti domiciliari, il gruppo della Smith deciderà di passare del tempo uscendo con Kimihito, a partire da Zombina e Doppel. |                        |                   |                                                                            |
| 10 | 13 giugno 2016 | ISBN 978-4-19-950513-3 | 9 maggio 2018     | ISBN 978-88-3275-357-8                                                     |
| 10 | Capitoli - Capitoli 39-42 |                        |                   |                                                                            |
| 11 | 11 novembre 2016 | ISBN 978-4-19-950535-5 | 11 luglio 2018    | ISBN 978-88-3275-471-1                                                     |
| 11 | Capitoli - Capitoli 43-46 |                        |                   |                                                                            |
| 12 | 13 aprile 2017 | ISBN 978-4-19-950560-7 | 26 settembre 2018 | ISBN 978-88-3275-559-6                                                     |
| 12 | Capitoli - Capitoli 47-51 |                        |                   |                                                                            |
| 13 | 13 ottobre 2017 | ISBN 978-4-19-950590-4 | 7 novembre 2018   | ISBN 978-88-3275-620-3                                                     |
| 13 | Capitoli - Capitoli 52-55 |                        |                   |                                                                            |
| 14 | 13 giugno 2018 | ISBN 978-4-19-950630-7 | 6 marzo 2019      | ISBN 978-88-3275-728-6                                                     |
| 14 | Capitoli - Capitoli 56-59 |                        |                   |                                                                            |
| 15 | 13 giugno 2019 | ISBN 978-4-19-950656-7 | 16 ottobre 2019   | ISBN 978-88-3275-944-0                                                     |
| 15 | Capitoli - Capitoli 60-63 |                        |                   |                                                                            |
| 16 | 13 giugno 2020 | ISBN 978-4-19-950708-3 | 14 ottobre 2020   | ISBN 978-88-349-1497-7                                                     |
| 16 | Capitoli - Capitoli 64-67 - Capitolo 59.5 |                        |                   |                                                                            |
| 17 | 11 giugno 2021 | ISBN 978-4-19-950742-7 | 19 luglio 2023    | ISBN 978-88-349-2201-9                                                     |
| 17 | Capitoli - Capitoli 68-73 |                        |                   |                                                                            |
| 18 | 13 febbraio 2023 | ISBN 978-4-19-950802-8 | 7 febbraio 2024   | ISBN 978-88-349-1355-0                                                     |
| 18 | Capitoli - Capitoli 74-80 |                        |                   |                                                                            |
| 19 | 13 marzo 2024 | ISBN 978-4-19-950848-6 | 19 febbraio 2025  | ISBN 978-88-349-3226-1                                                     |
| 19 | Capitoli - Capitoli 81-85 |                        |                   |                                                                            |
| 20 | 13 marzo 2025 | ISBN 978-4-19-950899-8 | —                 | —                                                                          |
| 20 | Capitoli - Capitoli 86-90 |                        |                   |                                                                            |

### Anime

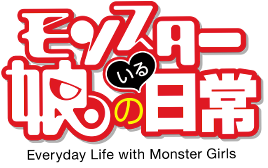
Logo della serie

Miia e Kimihito nel primo episodio dell'anime

Un adattamento anime, coprodotto dagli studi Lerche e Seva e diretto da Tatsuya Yoshihara, è andato in onda dal 7 luglio al 22 settembre 2015. Le sigle di apertura e chiusura sono rispettivamente Saikōsoku Fall in Love (最高速 Fall in Love? lett. "Innamorarsi a velocità massima") di Ari Ozawa, Natsuki Aikawa, Sora Amamiya, Haruka Yamazaki e Mayuka Nomura, ed Hey! Smith!! delle Smith with MON (un gruppo formato dalle doppiatrici Yū Kobayashi, Momo Asakura, Yurika Kubo, Rei Mochizuki e Saori Ōnishi). In varie parti del mondo gli episodi sono stati trasmessi in streaming in simulcast da Daisuki e, anche coi sottototitoli in lingua italiana, da Crunchyroll, mentre in America del Nord i diritti sono stati acquistati da Sentai Filmworks. Due episodi OAV sono stati pubblicati rispettivamente insieme all'undicesimo e al dodicesimo volume del manga l'11 novembre 2016 e il 13 aprile 2017.
In contemporanea con gli episodi settimanali della serie televisiva, è stata pubblicata in streaming su Niconico una serie di corti intitolata Hobo mainichi __! Namappoi dōga (ほぼ毎日◯◯！生っぽい動画? lett. "Quasi ogni giorno __! Una sorta di video in diretta"), che vede le ragazze in momenti di vita quotidiana.

#### Episodi
| Nº    | Titolo italiano Giapponese 「Kanji」 - Rōmaji                                                                        | In onda           | In onda |
| Nº    | Titolo italiano Giapponese 「Kanji」 - Rōmaji                                                                        | Giapponese        |         |
| 1     | Vita quotidiana con una lamia 「ラミアのいる日常」 - Ramia no iru nichijō                                            | 7 luglio 2015     |         |
| 2     | Vita quotidiana con un'arpia e una centaura 「ハーピーとケンタウロスのいる日常」 - Hāpī to kentaurosu no iru nichijō | 14 luglio 2015    |         |
| 3     | Vita quotidiana in condizioni pericolose 「アブない事情な日常」 - Abunai jijō na nichijō                             | 21 luglio 2015    |         |
| 4     | Vita quotidiana con una slime 「スライムのいる日常」 - Suraimu no iru nichijō                                        | 28 luglio 2015    |         |
| 5     | Vita quotidiana con una sirena 「マーメイドのいる日常」 - Māmeido no iru nichijō                                     | 4 agosto 2015     |         |
| 6     | Vita quotidiana con la muta e la posa delle uova 「脱皮と産卵する日常」 - Dappi to sanran suru nichijō               | 11 agosto 2015    |         |
| 7     | Vita quotidiana con la MON e un'aracne 「MONとアラクネのいる日常」 - MON to arakune no iru nichijō                   | 18 agosto 2015    |         |
| 8     | Vita quotidiana in pessime condizioni fisiche 「体調不良な日常」 - Taichō furyō na nichijō                           | 25 agosto 2015    |         |
| 9     | Vita quotidiana con lettere minatorie 「脅迫状が来た日常」 - Kyōhakujō ga kita nichijō                               | 1º settembre 2015 |         |
| 10    | Vita quotidiana con D 「Dのいる日常」 - D no iru nichijō                                                             | 8 settembre 2015  |         |
| 11    | Vita quotidiana con una dullahan 「デュラハンのいる日常」 - Dyurahan no iru nichijō                                  | 15 settembre 2015 |         |
| 12    | Vita quotidiana con delle ragazze mostro 「モンスター娘たちのいる日常」 - Monsutā musume-tachi no iru nichijō        | 22 settembre 2015 |         |
| OAV 1 | La vita quotidiana in piscina 「ジムでプールな日常」 - Jimu de Pūru na nichijō                                       | 11 novembre 2016  |         |
| OAV 2 | La vita quotidiana quando Rachnera scompare 「ラクネラがいなくなる日常」 - Rakunera ga inaku naru nichijō            | 13 aprile 2017    |         |

### Videogioco
Un gioco in rete per PC, basato sulla serie e annunciato da DMM Games in concomitanza con l'uscita del primo episodio dell'anime, è stato pubblicato il 21 dicembre 2015. Il giocatore impersona un essere umano che ospita una ragazza extraspecie secondo le leggi dello scambio culturale. L'obiettivo del gameplay è entrare sempre più in intimità con la suddetta ragazza fino a quando non si sbloccherà un "evento gratificante". Il gioco, inoltre, presenta diverse ragazze mostro nuove, tutte create appositamente per l'occasione.

### Light novel
Il 29 agosto 2020 è stata pubblicata una light novel intitolata Monster Musume - Monster Girl Hello Work scritta da Yoshino Origuchi.

## Accoglienza
Al 1º settembre 2014, il manga ha venduto oltre un milione di copie in Giappone. La serie ha successivamente raggiunto 2,3 milioni di copie il 13 febbraio 2016.